# Мурамвія (провінція)
Мурамвія — одна з 17 провінцій Бурунді. Адміністративний центр — місто Мурамвія.
Культурний і природний ландшафт регіону до списку світової спадщини ЮНЕСКО (9 травня 2007) у змішаній категорії.

## Комуни
Провінція поділяється на такі комуни:
- Букейє
- Кіганда
- Мбуйє
- Мурамвія
- Рутегама